# Jan Egeland
Jan Egeland (født 12. september 1957 i Stavanger) er en norsk erhvervsmand og politiker (Ap). Han er generalsekretær i Flyktninghjelpen. Han har arbejdet med menneskerettigheder, konfliktløsning og nødhjælp. Egeland har været vicegeneralsekretær i FN, direktør i Human Rights Watch Europe, statssekretær for Arbeiderpartiet, generalsekretær i Norges Røde Kors og direktør ved Norsk utenrikspolitisk institutt (NUPI). Han er professor II ved Universitetet i Stavanger.
I 2006 modtog han prisen som Årets navn, som Verdens Gang uddeler årligt.
Den norske komikerduo Ylvis har skrevet sangen "Jan Egeland", som omhandler Egeland.